# 리형진
리형진(1993년 7월 19일 ~ )은 북한의 축구 선수로 현재 4.25체육단에서 미드필더로 뛰고 있다.

## 클럽 경력
2013년 북한 축구 리그의 4.25체육단에서 데뷔한 리형진은 데뷔 이후 현재까지 팀의 주축 선수로 활약하며 리그 5회 우승 및 2회 준우승, 홰불컵 4연속 우승, 2019년 AFC컵 준우승 등에 일조했다.

## 국가대표팀 경력
2012년 U-20 대표팀 일원으로 2경기를 소화했고 이듬해인 2013년 북한 A대표팀에 발탁된 이후 현재까지 국제 A매치 통산 5경기에서 3골을 기록하고 있으며 3골 모두 2019년 인터컨티넨털컵에서 기록하면서 이 대회 우승에 기여했으며 인도의 수닐 체트리와 같은 팀의 정일관과 함께 공동 득점왕에 올랐다.

## 수상

### 국가대표팀
북한
- 인터컨티넨털컵 : 우승 (2019)

### 개인
- 인터컨티넨털컵 득점상 : 2019 (공동 수상)